# Alfried Nehring
Alfried Nehring (* 1939 in Rostock) ist ein deutscher Filmproduzent, Drehbuchautor, Dramaturg und Autor.

## Leben
Alfried Nehrings Eltern waren der Direktor der Landwirtschaftlichen Versuchsstation in Rostock, der Agrikulturchemiker Kurt Nehring (1898–1988) und dessen Frau Charlotte, geborene Bark (1906–1972). Sein älterer Bruder ist der Ozeanograph Dietwart Nehring (* 1930). Nehring studierte in seiner Heimatstadt und später an der Berliner Humboldt-Universität Latein, Germanistik und Theaterwissenschaft, u. a. bei Leopold Magon. Seine Diplomarbeit schrieb er 1960 über Gustaf Gründgens als Opernregisseur, den er dazu im selben Jahr ausführlich in Hamburg interviewt hatte.
Seine berufliche Tätigkeit begann 1960 als Dramaturg in der Theaterabteilung des Deutschen Fernsehfunks, die Leitung der Abteilung übernahm er 1966. Von 1972 bis 1990 war er als Chefdramaturg für Weltliteratur und Theater im Adlershofer Fernsehen tätig und betreute die wesentlichen Literaturverfilmungen des DDR-Fernsehens. Hierzu gehörten etwa Von Sachsens Glanz und Preußens Gloria, Die Rottenknechte mit Dieter Mann, Goethes Stella mit Jutta Hoffmann oder Die unheilige Sophia mit Renate Richter und Wolf Kaiser. Es folgten Hans Falladas Kleiner Mann, was nun?, Thomas Manns Der kleine Herr Friedemann mit Ulrich Mühe, die Karl-May-Verfilmung Präriejäger in Mexiko mit Gojko Mitic oder die Erzählung Selbstversuch von Christa Wolf. In vielen wissenschaftlichen und essayistischen Publikationen zum Thema „Literatur und Film“ stellte er seine praktischen Erfahrungen zur Diskussion.
Nach der Wende folgte die Arbeit für das „Westfernsehen“. Ab 1992 wirkte Alfried Nehring als Produzent bei der Polyphon Film- und Fernsehgesellschaft. Für das ZDF produzierte er u. a. die erfolgreichste deutsche Sitcom Salto Postale und Salto Kommunale mit Wolfgang Stumph sowie mehr als 20 Folgen des Samstagskrimis Stubbe – Von Fall zu Fall, den Kinofilm Bis zum Horizont und weiter und die Fernsehfilme Das blaue Wunder (ZDF 2003), Das Schwalbennest (ZDF 2004) und Eine Liebe in Königsberg mit Suzanne von Borsody (ZDF 2006).
Mit dem Ruhestand begann für Nehring ein neues Kapitel. Das Ehepaar Nehring zog nach Ahrenshoop an der Ostsee, entdeckte die Kunst der Ahrenshooper Künstlerkolonie und begann selbst mit dem Sammeln von Bildern. Mit einem Bild von Walter Moras, über dessen Lebensweg und -daten es kaum Informationen gab, wurde sein Interesse an den unbekannten Malern aus dem Umfeld der Kolonie geweckt. Zu diesen Daten musste er nachforschen, eine Arbeit, die ihm als TV-Produzent vertraut war. Dem folgte das Schreiben von Büchern neben Moras u. a. über Künstler wie Hermann Eschke, Oskar Frenzel, Fritz Grebe, Konrad Müller-Kurzwelly und weiterer, in Vergessenheit geratener Künstler. Zudem ist Alfried Nehring als Förderer des Ahrenshooper Kunstmuseums aktiv. Sein Engagement begann bereits in der Zeit des Entstehens, als mit der Infobox als Dokumentationszentrum das Projekt vorgestellt wurde.

## Filmografie (Auswahl)
D=Drehbuch, DR=Dramaturgie, P=Produzent, R=Redaktion
- 1963: Johannes R. Becher – D, R
- 1965: Die Ermittlung – Oratorium in 11 Gesängen – DR
- 1967: Ein Dichter bittet ums Wort – R
- 1968: Kleiner Mann, was nun? – DR
- 1969: Porträt Erika Dunkelmann – D
- 1971: Rottenknechte – DR
- 1972: Anfang am Ende der Welt – DR
- 1975: Die unheilige Sophia – DR
- 1976: Absage an Viktoria – DR
- 1978: Ursula – DR[3]
- 1980: Meines Vaters Straßenbahn – DR
- 1981: Der Leutnant Yorck von Wartenburg – D, DR
- 1981/1982: Wilhelm Meisters theatralische Sendung – DR
- 1982: Stella – DR
- 1982/1983: Alfons Köhler – DR
- 1983: Die Zeit der Einsamkeit – DR
- 1983–1985: Mein lieber Onkel Hans – DR
- 1985: Sachsens Glanz und Preußens Gloria – DR
- 1987: Merkwürdiges Beispiel einer weiblichen Rache – D
- 1988: Schlaft nicht daheim – R
- 1988: Präriejäger in Mexiko – DR
- 1989: Selbstversuch – DR
- 1990: Der kleine Herr Friedemann – DR
- 1990: Selbstversuch – DR
- 1991: Vaněk-Trilogie – DR
- 1993–1996: Salto Postale TV-Serie, 24 Folgen – P
- 1995–2003: Stubbe – Von Fall zu Fall – P
- 1998–2001: Salto Kommunale TV-Serie, 26 Folgen – P
- 1998: Bis zum Horizont und weiter – P
- 2003: Oskar der Klomann – P
- 2004: Das Schwalbennest – P
- 2004: Das blaue Wunder – P
- 2006: Eine Liebe in Königsberg – P
- 2008: Stürmische Zeiten – P
- 2009: Romeo und Jutta – P

Stubbe – Von Fall zu Fall
- 1995:  1. Stubbes Erbschaft
- 1995:  2. Stubbe sieht rot
- 1995:  3. Stubbes Urlaub
- 1995:  4. Stubbes Hunderttausend
- 1996:  5. Stubbe und der Pferdestecher
- 1996:  6. Stubbe und die andere Frau
- 1996:  7. Stubbe und das Kind
- 1997:  8. Stubbe taucht ab
- 1997:  9. Stubbe und der Geisterpolizist
- 1997: 10. Stubbe und die Killer
- 1997: 11. Stubbe und Elli
- 1998: 12. Stubbe und das fremde Mädchen
- 1998: 13. Stubbe und der Tote an Loch Neun
- 1999: 14. Die Seherin
- 1999: 15. Kein Tod ist wie der andere
- 2000: 16. Baby-Deal
- 2000: 17. Tod des Models
- 2000: 18. Blattschuss
- 2001: 20. Unschuldsengel
- 2002: 21. Das vierte Gebot
- 2003: 22. Tödlicher Schulweg
- 2003: 25. Yesterday

## Schriften (Auswahl)
- Walter Moras – zwischen Ostsee und Spreewald. Klatschmohn Verlag, Rostock/Bentwisch 2025, ISBN 978-3-910906-01-3.
- Fritz Grebe – Via Amerika nach Ahrenshoop. Klatschmohn Verlag, Rostock/Bentwisch 2023, ISBN 978-3-941064-92-8 (e.book / Sonderedition zur Ausstellung im Kunstkaten Ahrenshoop „Via Amerika nach Ahrenshoop“ vom 11. Dez. 2022 – 5. März 2023.).
- Walentin Serow – Russlands Schönheiten. Klatschmohn Verlag, Rostock/Bentwisch 2021, ISBN 978-3-941064-84-3.
- Julius von Klever – Maler am Mare Balticum. Klatschmohn Verlag, Bentwisch 2019, ISBN 978-3-941064-75-1.
- Isaak Lewitan – Abendglocken an der Wolga – russische Künstlerkolonien um 1900. Klatschmohn Verlag, Bentwisch 2017, ISBN 978-3-941064-66-9.
- Oskar Frenzel und Fritz Grebe – Sinnbilder ländlichen Friedens in der Landschaftsmalerei um 1900. Klatschmohn Verlag, Bentwisch 2016, ISBN 978-3-941064-59-1.
- Konrad Müller-Kurzwelly – Land im Abendlicht, zwischen Norwegischer Romantik und Berliner Moderne. Klatschmohn Verlag, Bentwisch 2014, ISBN 978-3-941064-43-0.
- Georg Hülsse – vom grafischen Gestalten zur Malerei. MCM-ART-Verlag, Berlin 2019, ISBN 978-3-9815169-8-2 (mit Guenter Roese).
- Hermann Eschke – Klippen und Küsten – ein Urgestein der Berliner Malerei im 19. Jahrhundert. Klatschmohn Verlag, Bentwisch 2012, ISBN 978-3-941064-32-4.
- Walter Moras – Spuren eines Malerlebens – aus der Blütezeit der Freilichtmalerei. Klatschmohn Verlag, Bentwisch 2010, ISBN 978-3-941064-13-3.